# 梅克伦堡
梅克伦堡（發音：[ˈmeːklənbʊʁk] ⓘ，發音：[ˈmɛːkəl(n)bɔrx]）是位于德国北部的一个历史地区，大约为今天梅克伦堡-前波美拉尼亚州的西部。该地区的大城市有：罗斯托克、什未林、新勃兰登堡、维斯马和居斯特罗。